# Дембицкий повет
Дембицкий повет (пол. Powiat dębicki) — повет (район) в Польше, входит как административная единица в Подкарпатское воеводство. Центр повета — город Дембица. Занимает площадь 776,36 км². Население — 135 064 человека (на 30 июня 2015 года).

## Административное деление
- города: Дембица, Пильзно, Бжостек
- городские гмины: Дембица
- городско-сельские гмины: Гмина Пильзно, Гмина Бжостек
- сельские гмины: Гмина Чарна, Гмина Дембица, Гмина Йодлова, Гмина Жиракув

## Демография
Население повета дано на 30 июня 2015 год.
| Перепись            | Всего   | Мужчины | Женщины |
| ------------------- | ------- | ------- | ------- |
| Всего               | 135 064 | 66 781  | 68 283  |
| Городское население | 53 934  | 26 171  | 27 763  |
| Сельское население  | 81 130  | 40 610  | 40 520  |